# FourFiveSeconds
"FourFiveSeconds" là một bài hát của ca sĩ người Barbados Rihanna, rapper người Mỹ Kanye West và nhạc sĩ người Anh Paul McCartney. Nó được sáng tác và sản xuất bởi West, McCartney, Mike Dean, Dave Longstreth và Noah Goldstein với sự tham gia hỗ trợ viết lời từ Kirby Lauryen, Ty Dolla Sign, Dallas Austin và Elon Rutberg. Được giới thiệu lần đầu bởi West tại iHeartMedia Music Summit vào ngày 21 tháng 1 năm 2015, nó đã được đăng lên website chính thức của Rihanna và trên các trang nhạc số vào ngày 24 cùng tháng. "FourFiveSeconds" là một bản folk-pop và soul pop với những âm thanh của đàn guitar mộc, organ và guitar bass.
"FourFiveSeconds" đã nhận được những phản ứng tích cức từ giới phê bình, trong đó họ dành lời khen dành cho Rihanna và hướng sản xuất mới mẻ của West, giọng hát của họ, và sự tối giản của bài hát. Sau khi phát hành, nó đạt vị trí thứ 4 trên bảng xếp hạng Billboard Hot 100 của Mỹ, trở thành ca khúc thứ 26 của Rihanna và thứ 15 của West lọt vào top 10 tại đây, đồng thời giúp McCartney lập kỷ lục về khoảng cách giữa hai đĩa đơn top 10 gần nhất. Với thành tựu này, Rihanna cũng cân bằng kỷ lục với Mariah Carey về số đĩa đơn lọt vào top 10 nhiều nhất. Bài hát cũng đạt vị trí số một trên bảng xếp hạng Billboard Hot R&B/Hip-Hop Songs. Trên thị trường quốc tế, "FourFiveSeconds" đạt hạng nhất tại Úc, Đan Mạch, Ireland, Luxembourg, New Zealand và Thụy Điển, cũng như top 3 ở Canada, Pháp và Vương quốc Anh.
Để quảng bá bài hát, một video âm nhạc đã được phát hành, do cặp đôi nhiếp ảnh gia người Hà Lan Inez & Vinoodh làm đạo diễn, tại thành phố New York. Với video mang khung hình đen trắng, nó nhận được những đánh giá cao bởi sự đơn giản và được so sánh với các tác phẩm của nhiếp ảnh gia người Mỹ Herb Ritts và nhà làm phim người Canada Xavier Dolan. Rihanna, McCartney và West đã trình diễn "FourFiveSeconds" lần đầu tiên tại lễ trao giải Grammy lần thứ 57 vào ngày 8 tháng 2 được tổ chức tại Trung tâm Staples ở Los Angeles; tiết mục cũng nhận được sự đánh giá rất tích cực. Bài hát đã được hát lại bởi nhiều nghệ sĩ khác nhau, như rapper người Canada Drake và ca sĩ-nhạc sĩ người Anh James Bay.

## Giải thưởng và đề cử
| Năm  | Giải thưởng             | Hạng mục                        | Kết quả   |
| ---- | ----------------------- | ------------------------------- | --------- |
| 2015 | MuschMusic Video Awards | Video quốc tế của năm - Nghệ sĩ | Đề cử     |
| 2015 | VEVO Certified Awards   | 100 triệu lượt xem              | Đoạt giải |

## Danh sách bài hát
| - Tải kĩ thuật số 1. "FourFiveSeconds" – 3:08 | - Đĩa CD 1. "FourFiveSeconds" – 3:08 2. "FourFiveSeconds" (video) – 3:12 |

## Xếp hạng và chứng nhận
| Bảng xếp hạng (2015)                            | Vị trí cao nhất |
| ----------------------------------------------- | --------------- |
| Úc (ARIA)                                       | 1               |
| Australia Urban (ARIA)                          | 1               |
| Áo (Ö3 Austria Top 40)                          | 2               |
| Bỉ (Ultratop 50 Flanders)                       | 5               |
| Bỉ (Ultratop 50 Wallonia)                       | 7               |
| Belgium (Ultratop Flanders Urban)               | 2               |
| Canada (Canadian Hot 100)                       | 3               |
| Canada CHR/Top 40 (Billboard)                   | 5               |
| Canada Hot AC (Billboard)                       | 6               |
| Croatia (Airplay Radio Chart)                   | 2               |
| Cộng hòa Séc (Rádio Top 100)                    | 2               |
| Cộng hòa Séc (Singles Digitál Top 100)          | 4               |
| Đan Mạch (Tracklisten)                          | 1               |
| Dominican Republic (Monitor Latino)             | 5               |
| Châu Âu Digital Song Sales (Billboard)          | 2               |
| Phần Lan (Suomen virallinen lista)              | 7               |
| Pháp (SNEP)                                     | 2               |
| Trường songid là BẮT BUỘC CHO BẢNG XẾP HẠNG ĐỨC | 3               |
| Hungary (Rádiós Top 40)                         | 3               |
| Hungary (Single Top 40)                         | 3               |
| Ireland (IRMA)                                  | 1               |
| Ý (FIMI)                                        | 4               |
| Israel (Media Forest)                           | 1               |
| Nhật Bản (Japan Hot 100)                        | 37              |
| Lebanon English (Lebanese Top 20)               | 7               |
| Luxembourg Digital Song Sales (Billboard)       | 1               |
| Hà Lan (Dutch Top 40)                           | 2               |
| Hà Lan (Single Top 100)                         | 2               |
| New Zealand (Recorded Music NZ)                 | 1               |
| Na Uy (VG-lista)                                | 1               |
| Ba Lan (Polish Airplay Top 100)                 | 3               |
| Bồ Đào Nha Digital Song Sales (Billboard)       | 7               |
| Scotland (OCC)                                  | 2               |
| Slovakia (Rádio Top 100)                        | 1               |
| Slovakia (Singles Digitál Top 100)              | 4               |
| Slovenia (SloTop50) \|                          | 2               |
| South Africa (EMA)                              | 5               |
| Tây Ban Nha (PROMUSICAE)                        | 4               |
| Thụy Điển (Sverigetopplistan)                   | 1               |
| Thụy Sĩ (Schweizer Hitparade)                   | 3               |
| Anh Quốc (OCC)                                  | 3               |
| Hoa Kỳ Billboard Hot 100                        | 4               |
| Hoa Kỳ Hot R&B/Hip-Hop Songs (Billboard)        | 1               |
| Hoa Kỳ Adult Contemporary (Billboard)           | 21              |
| Hoa Kỳ Adult Pop Airplay (Billboard)            | 12              |
| Hoa Kỳ Dance/Mix Show Airplay (Billboard)       | 8               |
| Hoa Kỳ Pop Airplay (Billboard)                  | 6               |
| Hoa Kỳ Rhythmic (Billboard)                     | 6               |

| Quốc gia | Chứng nhận  | Số đơn vị/doanh số chứng nhận |
| --- | ----------- | ----------------------------- |
| Úc (ARIA) | 3× Bạch kim | 210.000^                      |
| Canada | —           | 289,000                       |
| Đan Mạch (IFPI Đan Mạch) | Bạch kim    | 60,000^                       |
| Ý (FIMI) | Bạch kim    | 50,000‡                       |
| New Zealand (RMNZ) | 2× Bạch kim | 30.000*                       |
| Tây Ban Nha (PROMUSICAE) | Bạch kim    | 40.000‡                       |
| Thụy Điển (GLF) | 3× Bạch kim | 60.000‡                       |
| Thụy Sĩ (IFPI) | Bạch kim    | 30.000‡                       |
| Anh Quốc (BPI) | Bạch kim    | 600.000‡                      |
| Hoa Kỳ (RIAA) | 2× Bạch kim | 1,868,000                     |
| * Chứng nhận dựa theo doanh số tiêu thụ. ^ Chứng nhận dựa theo doanh số nhập hàng. ‡ Chứng nhận dựa theo doanh số tiêu thụ và phát trực tuyến. |             |                               |

 Từ ngày 9 tháng 5 năm 2013 chứng nhận của RIAA cho đĩa đơn nhạc số còn bao gồm lượt yêu cầu bài hát và/hoặc lượt xem trực tuyến video vào lượt tải.

## Lịch sử phát hành
| Nước           | Ngày                | Định dạng           | Nhãn                     | Nguồn  |
| -------------- | ------------------- | ------------------- | ------------------------ | ------ |
| Canada         | 24 tháng 1 năm 2015 | tải kĩ thuật số     | Roc Nation Westbury Road | [ 67 ] |
| Mỹ             | 24 tháng 1 năm 2015 | tải kĩ thuật số     | Roc Nation Westbury Road | [ 1 ]  |
| Úc             | 25 tháng 1 năm 2015 | tải kĩ thuật số     | Roc Nation Westbury Road | [ 68 ] |
| Áo             | 25 tháng 1 năm 2015 | tải kĩ thuật số     | Roc Nation Westbury Road | [ 69 ] |
| Đan Mạch       | 25 tháng 1 năm 2015 | tải kĩ thuật số     | Roc Nation Westbury Road | [ 70 ] |
| Pháp           | 25 tháng 1 năm 2015 | tải kĩ thuật số     | Roc Nation Westbury Road | [ 71 ] |
| Đức            | 25 tháng 1 năm 2015 | tải kĩ thuật số     | Roc Nation Westbury Road | [ 72 ] |
| Ý              | 25 tháng 1 năm 2015 | tải kĩ thuật số     | Roc Nation Westbury Road | [ 73 ] |
| New Zealand    | 25 tháng 1 năm 2015 | tải kĩ thuật số     | Roc Nation Westbury Road | [ 74 ] |
| Tây Ban Nha    | 25 tháng 1 năm 2015 | tải kĩ thuật số     | Roc Nation Westbury Road | [ 75 ] |
| Thổ Nhĩ Kỳ     | 25 tháng 1 năm 2015 | tải kĩ thuật số     | Roc Nation Westbury Road | [ 76 ] |
| Vương quốc Anh | 26 tháng 1 năm 2015 | tải kĩ thuật số     | Virgin EMI               | [ 77 ] |
| Ý              | 30 tháng 1 năm 2015 | Hit radio đương đại | Universal                | [ 78 ] |
| Đức            | 27 tháng 2 năm 2015 | CD                  | Roc Nation               | [ 9 ]  |